# Josep Iborra i Blanco
Josep Iborra i Blanco (Barcelona, 12 de juny de 1908 - Mèxic, 17 de setembre de 2002) fou un jugador de futbol català de les dècades de 1930 i 1940.

## Trajectòria
Es formà a la Penya Alcoriza del Club Esportiu Europa, passant a continuació al FC Lleida, al Patria de Saragossa i al Centre d'Esports de Lleida. El 1932 fitxà pel CD Logroño, però el mateix any acaba a la UE Sants. El 1933 fitxà pel Girona FC, on hi romangué dues temporades. El 1935 fitxà pel FC Barcelona, juntament amb Domènec Balmanya i Pagès. Substituí a la porteria blaugrana a Joan Josep Nogués. El 1937, començada la Guerra Civil, formà part de l'equip que realitzà la gira per Amèrica, i decidí romandre a Mèxic a viure. Ingressà al Real Club España i el 1943 passà a formar part del Club Puebla. Amb aquest club guanyà l'any 1945 la Copa México. En quatre anys al Puebla jugà més de 200 partits.

## Palmarès
FC Barcelona
- Campionat de Catalunya de futbol: 1935-36
- Lliga Mediterrània de Futbol: 1936-37

Puebla FC
- Copa México: 1945